# Jetygen
La jetygen (en kazakh : Жетіген ; parfois translittéré jetygen, jetiguene, zetigen ou zhetigen) est un instrument à cordes pincées comportant sept cordes de la musique kazakhe, On le classe généralement dans la famille des cithares.